# Croxton Kerrial
Croxton Kerrial è un villaggio e parrocchia civile dell'Inghilterra, appartenente alla contea del Leicestershire.